# Калинівка (Черняховський район)
Калинівка (рос. Калиновка) — селище Черняховського району, Калінінградської області Росії. Входить до складу Калузького сільського поселення.
Населення —  457 осіб (2015 рік). 

## Населення
| 2002 | 2010 |
| ---- | ---- |
| 534  | ↘457 |